# كينغو أكاي
كينغو أكاي (باليابانية: 鵜飼 建吾) (28 أغسطس 1985 في آيتشي في اليابان – )؛ هو لاعب كرة قدم كان يلعب كلاعب وسط.

## وصلات خارجية
- كينغو أكاي على موقع Soccerway.com (الإنجليزية)